# Byli jednou dva písaři
Byli jednou dva písaři (stylizováno jako Byli jednou dva písaři…) je československý komediální televizní seriál vzniklý v produkci Československé televize, která jej také v roce 1973 vysílala. Desetidílný seriál je adaptací románu Bouvard a Pécuchet spisovatele Gustava Flauberta, podle scénáře Jaroslava Dietla jej natočil režisér Ján Roháč. Seriál pojednává o dvou pařížských písařích v první polovině 19. století, kteří si užívají odpočinku na zakoupeném statku, kde se věnují (pseudo)vědeckému bádání.

## Příběh
Na lavičce v pařížském parku se kolem roku 1840 náhodou setkají dva starší písaři Pécuchet a Bouvard. Při hovoru zjistí, že toho mají hodně společného: zbývají jim dva roky do penze, jsou osamělí a oba se zajímají o vědu. Spřátelí se a zanedlouho pan Bouvard zjistí, že mu jeho nevlastní otec, se kterým si nebyl nikdy blízký, odkázal značnou sumu, 250 tisíc franků. Za její část se rozhodnou koupit na venkově statek, kde by se zabývali činností, která je baví, totiž vědeckými pokusy.
Pořídí tedy starou usedlost v Chavignolles na normanském venkově a z města se do ní přestěhují. Zde se věnují různým vědeckým a pseudovědeckým disciplínám a ačkoli jejich pokusy končí neúspěšně, neodradí je to v pokračování. Oba přátele pojí blízký vztah k bádání, svým nadšením a romantickým zápalem překonají každý konec svých mnohdy utopických plánů. Oba se často přou o tématech, o kterých mnoho neví, ale jsou to intelektuální pře. Navzájem k sobě chovají úctu, kterou si nezřídka prokazují. Jelikož sdílí shodné zájmy, není mezi nimi vážnějšího rozporu. Situace se ale trochu změní, neboť se oběma pánům zalíbí mladá děvečka Rozálie, sloužící na statku.
Společné experimenty pánů Pécucheta a Bouvarda nachází jen pramálo pochopení u služebnictva, které je považuje za potrhlé měšťany, a ani sousedé k nim nechovají přílišnou důvěru. Při svém posledním pokusu oba nechtěně odletí v plynovém balónu do neznáma.

## Obsazení
- Miroslav Horníček jako Justin Roman Cyril Pécuchet, mírně nesmělý, diplomatický gentleman. Ve vzájemném přátelském vztahu s panem Bouvardem je to spíše on, kdo souhlasí s návrhy, ale občas musí svého vznětlivějšího přítele krotit. Někdy má sny, že létá. Nikdy neměl vztah s ženou. Stejně jako Bouvardovi mu schází necelé dva roky do penze, když se společně přestěhují na venkovský statek v Chavignolles v Normandii.
- Jiří Sovák jako František Diviš Bartoloměj Bouvard, svérázný, ale prchlivý muž. Ještě se nevzdal možnosti úspěchu u žen. Byl třikrát ženatý, první ženu opustil, druhá mu utekla a nakonec se stal vdovcem. Mívá často erotické sny, jak prozradí svému příteli. Je tím, kdo častěji navrhuje, čemu se budou s panem Pécuchetem věnovat. Po svém nemanželském otci zdědí jmění ve výši 250 000 franků, za jehož část koupí venkovský statek v Chavignolles.
- Věra Tichánková jako Heřmanka, služebná na statku. Prostá, ale pragmatická žena, která si nebere servítky. Její manžel je opilec.
- Klára Jerneková jako Rozálie, mladá děvečka na statku. Bouvard i Pécuchet po ní pokukují a kvůli tomu vznikne mezi oběma blízkými přáteli vážná neshoda.
- Milica Kolofíková jako paní Guyová, manželka pana Guye, pracuje na statku
- Jaroslav Moučka jako pan Guy, nájemce statku. Prostý venkovan, který později naváže tajný intimní poměr s vdovou Burdenovou.
- Libuše Havelková jako vdova Burdenová, postarší nižší šlechtična ze sousedního statku, která ještě stále touží po seznámení. Jedním z mužů, o které má zájem, je i pan Bouvard.
- Evžen Jegorov jako čeledín, mlčenlivý a přičinlivý muž pracující na statku
- Josef Dvořák jako Michal, mladý čeledín na statku, který chodí s Rozálií

## Produkce

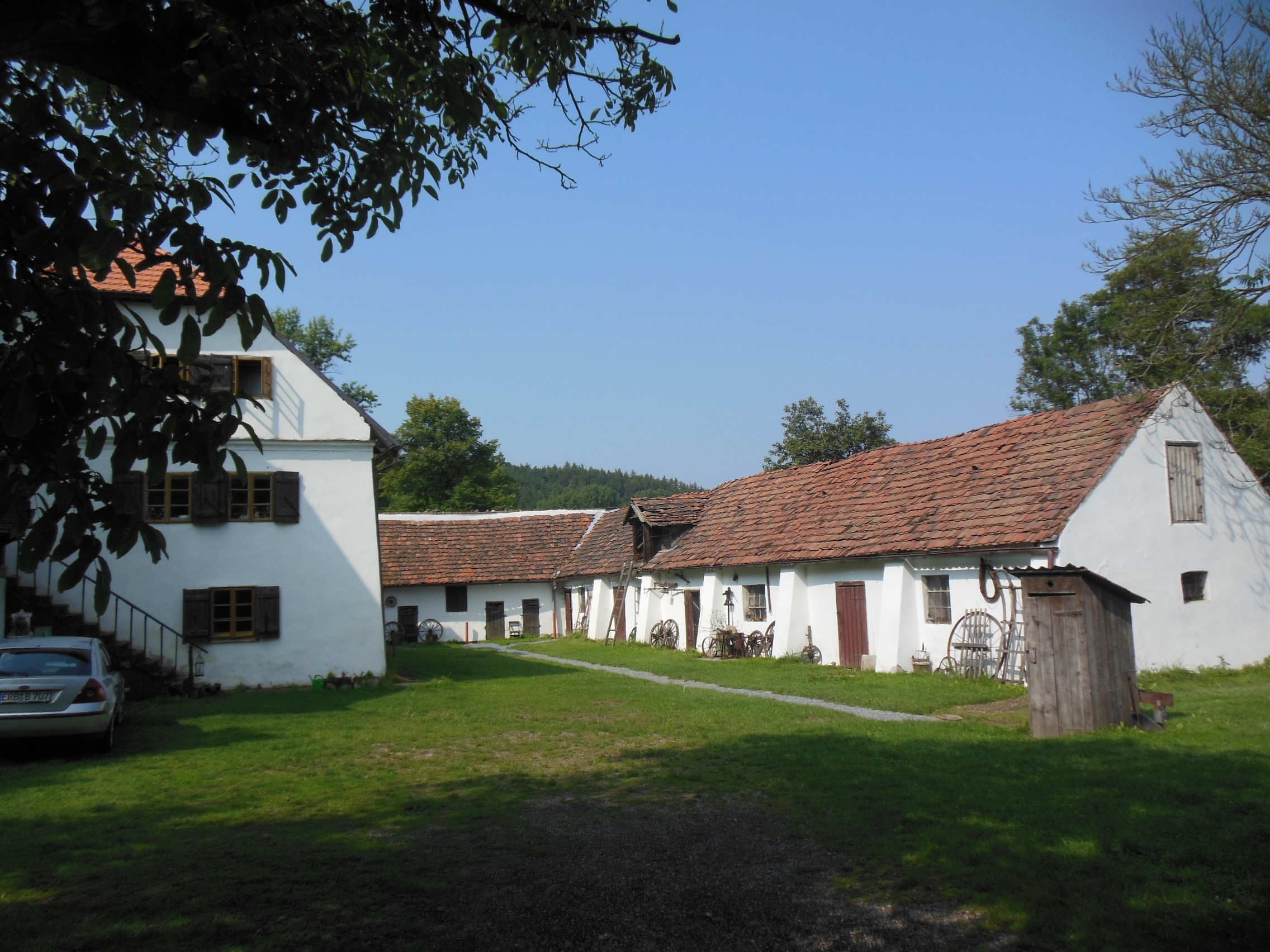
Trojanův mlýn, filmová lokace seriálu

Poslední a nedokončený humoristický román Gustava Flauberta s názvem Bouvard a Pécuchet, vydaný posmrtně roku 1881, si vybral Miroslav Horníček, když pátral po látce, ve které by si mohl zahrát se svým přítelem Jiřím Sovákem. Na motivy této prózy volně napsal scenárista Jaroslav Dietl komediální desetidílný televizní seriál, v němž hlavní role pánů Bouvarda a Pécucheta ztvárnili právě Sovák a Horníček, kterým byly postavy psány na tělo. Ti si však text při natáčení na místě přesto často upravovali a doplňovali, takže velkou roli při jejich scénách někdy tvořila improvizace.
Natáčení začalo v květnu 1972, trvalo 70 natáčecích dnů a ukončeno bylo koncem října 1972. Celý seriál Byli jednou dva písaři byl filmován v Trojanově mlýně v Suchdole na okraji Prahy. Některé scény se točily také u rybníka v Jevanech či u Jeníčkovy Lhoty. V průběhu natáčení zemřel Jan Horníček, syn Miroslava Horníčka, který občas jezdil svého otce během produkce navštěvovat. Jeho tělo bylo nalezeno v rybníku u mlýna, kde se utopil vinou své nemoci. U rybníka byl posléze postaven kříž.
Desetidílný seriál vznikl pro Československou televizi v produkci Krátkého filmu Praha, režíroval jej Ján Roháč. Hudbu napsal Jiří Šust a pod vedením Štěpána Koníčka ji nahrál Filmový symfonický orchestr.

## Vysílání
Seriál Byli jednou dva písaři uvedla Československá televize na I. programu od ledna do června 1973. První díl měl premiéru 20. ledna 1973, další dva následovaly po čtyřech a pěti týdnech. Od třetí epizody již následovala dvoutýdenní perioda, takže poslední část byla odvysílána 29. června 1973. Seriál byl zařazen do večerního vysílání v hlavním vysílacím čase, začátky jednotlivých dílů o délce od 37 do 57 minut byly obvykle ve 20.00 hodin. Výjimkou byl první díl, který začínal ve 20.15 hodin, a sedmý díl, jehož počátek byl posunut na 21.55 hodin.
Celý seriál vydala na DVD poprvé v roce 2009 Česká televize.

### Seznam dílů
Poznámka: Jednotlivé díly nejsou v titulcích pojmenovány, nicméně jejich názvy byly uvedeny v televizním programu již při premiérovém vysílání.
| Č. v seriálu | Název     | Režie     | Scénář         | Datum premiéry  |
| --- | --------- | --------- | -------------- | --------------- |
| 1 | Dědictví  | Ján Roháč | Jaroslav Dietl | 20. ledna 1973  |
| Pan Bouvard se seznámí v pařížském parku na lavičce s panem Pécuchetem a zjistí, že je pojí mnoho společného. Oba jsou písaři, mají dva roky do penze a sdílí zejména zájem o vědecké bádání. Zajdou společně na večeři do restaurace, kde pan Bouvard hodlá předvést svému novému příteli některý ze svých virtuózních šťouchů v biliáru. Po nehodě však raději zmizí bez placení, i když dlužnou částku posléze zašlou v obálce. Společně také zamíří do muzea, kde se vydávají za Angličany, aby nemuseli platit, ovšem i zde jejich činnost vyvolá rozruch, takže opět radši utečou. Doma pan Bouvard z dopisu zjistí, že po nevlastním otci zdědil značné jmění, 250 tisíc franků, a následně společně vyřídí náležitosti u notáře. Panu Pécuchetovi navrhne, jestli by s ním nechtěl odjet na venkov, kde by se věnovali činnostem, které je baví. V realitní kanceláři si vyhlédnou starý statek v normanském Chavignolles, který za 140 tisíc franků zakoupí. Společně naloží žebřinový vůz svými věcmi a vydají se na cestu. |           |           |                |                 |
| 2 | Meloun    | Ján Roháč | Jaroslav Dietl | 16. února 1973  |
| Po příjezdu na svou usedlost se pan Bouvard a pan Pécuchet seznámí se zdejším osazenstvem, ráznou služebnou Heřmankou, mladou děvečkou Rozálií a nájemcem panem Guyem a jeho paní. Protože je pan Guy informuje, že je celý statek potřeba opravit, což bude stát hodně finančních prostředků, pan Bouvard s panem Pécuchetem přemýšlí, co by pěstovali či chovali, aby jim to s minimální námahou vyneslo výhodný zisk. Nápad jim vnukne Heřmanka, která jim přinese k občerstvení meloun. Na dvoře vykopou kompostovou jámu, kam má služebnictvo házet všechny zbytky organického původu, a ve skleníku začnou sázet melounová semínka. Na hnojení však potřebují koňský trus, takže ho začnou po cestách v okolí sbírat, což překvapí jejich sousedku, vdovu Burdenovou. Aby neunikaly cenné živiny, pan Bouvard nakonec rozhodne, že obyvatelé statku se budou vyprazdňovat do kompostové jámy, před kterou nainstaloval dveře z kadibudky. Melouny díky kvalitnímu hnojení skutečně vyrostou, jsou ale malé. Přesto odvezou plný vůz na trh, kde je prodají, ovšem zanedlouho za nimi dorazí na statek hokynář, který je považuje za podvodníky, neboť mu prodali nechutné melouny. Při honičce nakonec hokynář skončí v kompostové jámě. |           |           |                |                 |
| 3 | Návštěva  | Ján Roháč | Jaroslav Dietl | 23. března 1973 |
| Pány Bouvarda a Pécucheta čeká společenská událost, seznámení se se svými sousedy. Při této příležitosti hodlají vylepšit svou zahradu, která je značně zanedbaná. Pan Bouvard začne stavět antické sloupy, pan Pécuchet postaví zříceninu hradu, v zahradě také z jejich iniciativy vznikne jezírko (z plechové vany), socha (výjev štvaného jelena), poustevnická jeskyně sv. Jeremiáše (zbudovaná z vinného sklípku) a ozvěna z mlýnského kamene. Pohoštění sousedů neprobíhá zpočátku příliš dobře, hostům nechutnají ústřice, které mají podle vdovy Burdenové bahenní pachuť. Pan Pécuchet však zaimprovizuje a hosty informuje, že stejné ústřice si objednává i královský dvůr, což přítomné ohromí natolik, že jim začnou chutnat. Následuje obhlídka pozemku, jejich díla však sklízí spíše posměch. Hlavním kritikem je opět paní Burdenová, kterou zaujme až jeskyně s poustevníkem, kterého v převleku ztvárnil pan Pécuchet. Ten odhalí, že vdova by ještě ráda našla někoho k seznámení, ovšem po nevhodné otázce na vztah pana Bouvarda a pana Pécucheta ji „poustevník“ i s ostatními hosty vyžene ze zahrady. |           |           |                |                 |
| 4 | Kozel     | Ján Roháč | Jaroslav Dietl | 6. dubna 1973   |
| Majitelé statku se činí u dalších pokusů, tentokrát se psem. Pan Bouvard má vizi, že by mohl zkřížit psa s prasetem, tzv. vepřopes by dokázal ohlídat majetek, zplodil by silné potomky a skončil by na talíři. Dalšího dne ho však napadne jiná možnost – kozloovce. Argumentuje zřejmými výhodami: takový druh poskytne vlnu, mléko a sám se ubrání eventuálnímu nepříteli. Aby svoji teorii otestovali, pustí se do zvelebování chlívku. Bouvard sežene od pana Guye ovci, zatímco pan Pécuchet se vydá k sousedům Lefebvreovým pro kozla. Obě zvířata nechají v zavřeném chlévě a sledují je, ovšem jen marně čekají na nějaký náznak vzájemné náklonnosti. Služebnictvo pojme podezření, že pánové zavření v chlívku dělají se zvířaty něco nepřístojného, což je umocněno sousedy, kteří na statek dorazí s kozami, neboť jim paní Lefebvreová řekla, že si jejího kozla půjčili. Pan Pécuchet odmítá zvědavce vpustit, dokud se do sporu nevloží kaplan. Ten je díky své autoritě vpuštěn do chléva, kde však najde pouze pana Bouvarda, jenž skicuje ovci a kozla v betlémském motivu. Sousedé se tak mohou v klidu rozejít. |           |           |                |                 |
| 5 | Likér     | Ján Roháč | Jaroslav Dietl | 20. dubna 1973  |
| 6 | Anatomie  | Ján Roháč | Jaroslav Dietl | 4. května 1973  |
| 7 | Divadlo   | Ján Roháč | Jaroslav Dietl | 18. května 1973 |
| 8 | Tělocvik  | Ján Roháč | Jaroslav Dietl | 2. června 1973  |
| 9 | Lebkozpyt | Ján Roháč | Jaroslav Dietl | 15. června 1973 |
| 10 | Svatba    | Ján Roháč | Jaroslav Dietl | 29. června 1973 |

## Přijetí
Podle hodnocení prvního dílu v Rudém právu plyne v seriálu Byli jednou dva písaři „spíš široký proud vybroušeného povídání, než prudký sled překvapivých dějových zvratů“, a že v něm jde „daleko víc o laskavou úsměvnost než švandu k popukání“. Autor recenze si po úvodní epizodě nebyl jistý, jestli pořad „[s]vým celkovým laděním, tvůrčími postupy, hereckým pojetím hlavních představitelů, svým jazykem a především ovšem svým osobitým pojetím humoru“ bude vyhovovat všem divákům, avšak ohodnotil jej v rámci československé seriálové tvorby za „pokus zajímavý a sympatický“.
Jiří Moc ve své publikaci Seriály od A do Z z roku 2009 označil seriál za kultovní, který je „brilantní podívanou“ s „originálními dialogy“.